# شبكة المكونات والنكهات
في علم الأغذية، شبكات المكونات و النكهات (ingredient-flavor networks) هي تلك التي تصف مشاركة مركبات النكهة لمكونات الطهو. في الشكل الثنائي، تتكون هذه الشبكات من نوعين مختلفين من العقد: المكونات المستخدمة في الوصفات و مركبات النكهة التي تساهم في نكهة كل مكون. فالروابط التي تربط أنواع مختلفة من العقد غير موجهة، وتمثل مركبات معينة تحدث في كل المكونات. كما يمكن أيضًا عرض شبكة المكونات و النكهات في مساحة المكونات أو المركبات عندما تتوفر العقد، وتمثل الروابط مشاركة نفس المركبات مع مكونات مختلفة أو التعايش في نفس المكون لمركبات مختلفة.

## التاريخ
في عام 2011، قام يونج يول آن، و سيباستيان إي. آنرت، وجيمس بي. باجرو، وألبرت لاسلو باراباسي  بالتحقيق في شبكات المكونات و النكهات في مطابخ أمريكا الشمالية، و أمريكا اللاتينية، و أوروبا الغربية، و جنوب أوروبا، وشرق آسيا. استنادًا إلى مواقع الطهي التالية epicurious.com،  وallrecipes.com  وmenupan.com،  تم تضمين 56498 وصفة في الاستطلاع.
كما ظهرت جهود تطبيق تحليل الشبكة على الأطعمة في أعمال كينوتشي  وتشون-يوين تينج،  حيث فحص الأول العلاقة بين المكونات و الوصفات ، و استنتج الأخير شبكات المكونات لكل من المكمل و البدائل. و فوق ذلك، تم إنشاء شبكة المكونات و النكهات الخاصة بيونج يول آن  لفهم الشبكات الطهوية على المستوى الجزيئي و حظيت باهتمام واسع النطاق.     

## الملكيات
وفقًا ليونج يول آن،  في العدد الإجمالي للوصفات المدروسة البالغ عددها 56498، تم تحديد 381 مكونًا و1021 مركب نكهات . في المتوسط، يرتبط كل مكون بـ 51 مركب نكهات. 
وُجِد أنه بالمقارنة مع الاقتران العشوائي للمكونات و مركبات النكهة ، تميل مطابخ أمريكا الشمالية إلى مشاركة المزيد من المركبات بينما تتجه مطابخ شرق آسيا إلى مشاركة عدد أقل من المركبات.  وقد تبين أيضًا أن هذا الاتجاه كان ناتجًا في الأغلب عن المكونات المستخدمة بشكل متكرر في كل من المطابخ المذكورة.

## إقتران الغذاء

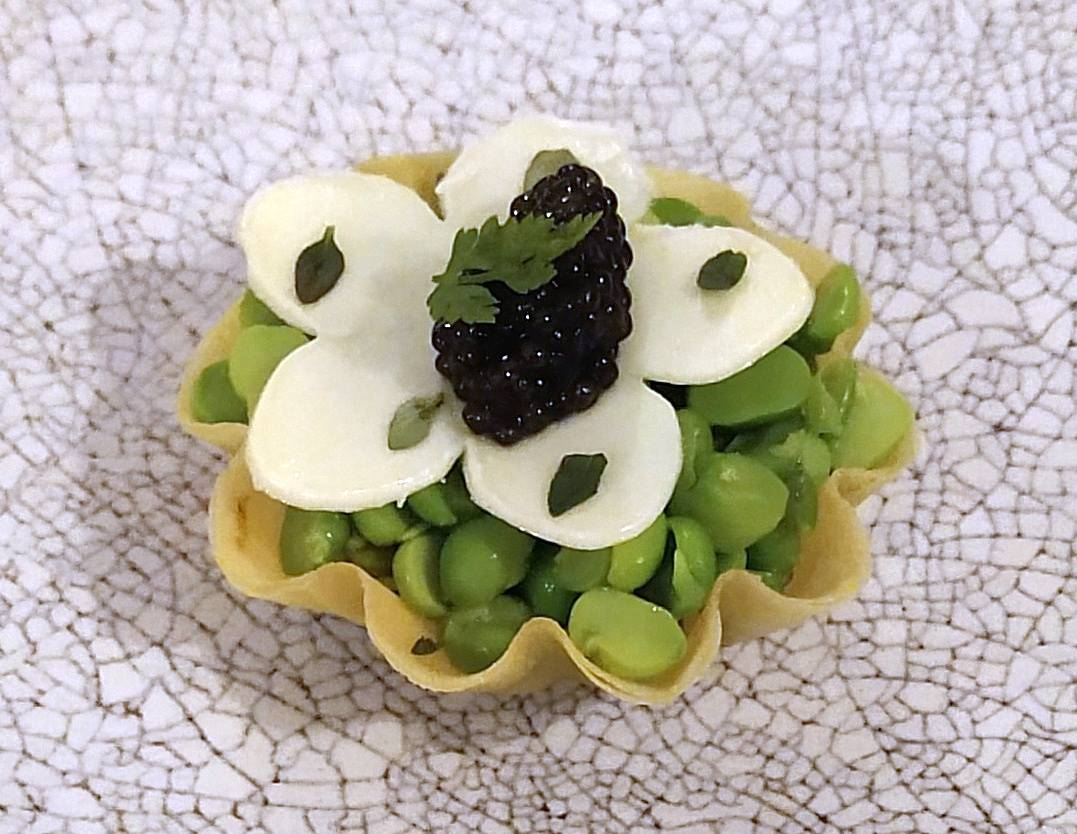
طبق يجمع بين النكهات المتكاملة للكافيار والشوكولاتة البيضاء

إن الميزة المهمة التي أظهرتها شبكة المكونات و النكهات هي مبدأ إقتران الغذاء . تنص فرضية معروفة على أن المكونات التي تشترك في مركبات النكهة من المرجح أن يكون مذاقها أفضل مع المكونات التي لا تشترك في مركبات النكهة.  و مع ذلك، فإن الاختبار الحسي الذي أجرته ميريام كورت  ادعى أن فرضية المركب المشترك يمكن أن تكون قابلة للنقاش.
وفقًا ليول آن،  يتغير نمط إقتران الطعام في المطابخ المختلفة. حيث تتجه الوصفات في أمريكا الشمالية إلى اتباع فرضية المركب المشترك بينما تميل المأكولات في شرق آسيا إلى تجنبها. و بالإضافة إلى التباين المكاني، أظهر كوش ر. فارشني، ولاف ر. فارشني، وجون وانج، ودانيال مايرز  أيضًا التباين الزمني في إقتران الطعام وذلك من خلال مقارنة الوصفات الأوروبية الحديثة مع الوصفات الأوروبية في العصور الوسطى . و استنتجوا أن المطبخ في العصور الوسطى يتصف بخاصية مشاركة مركبات أكثر من المطبخ اليوم.